# Statuario

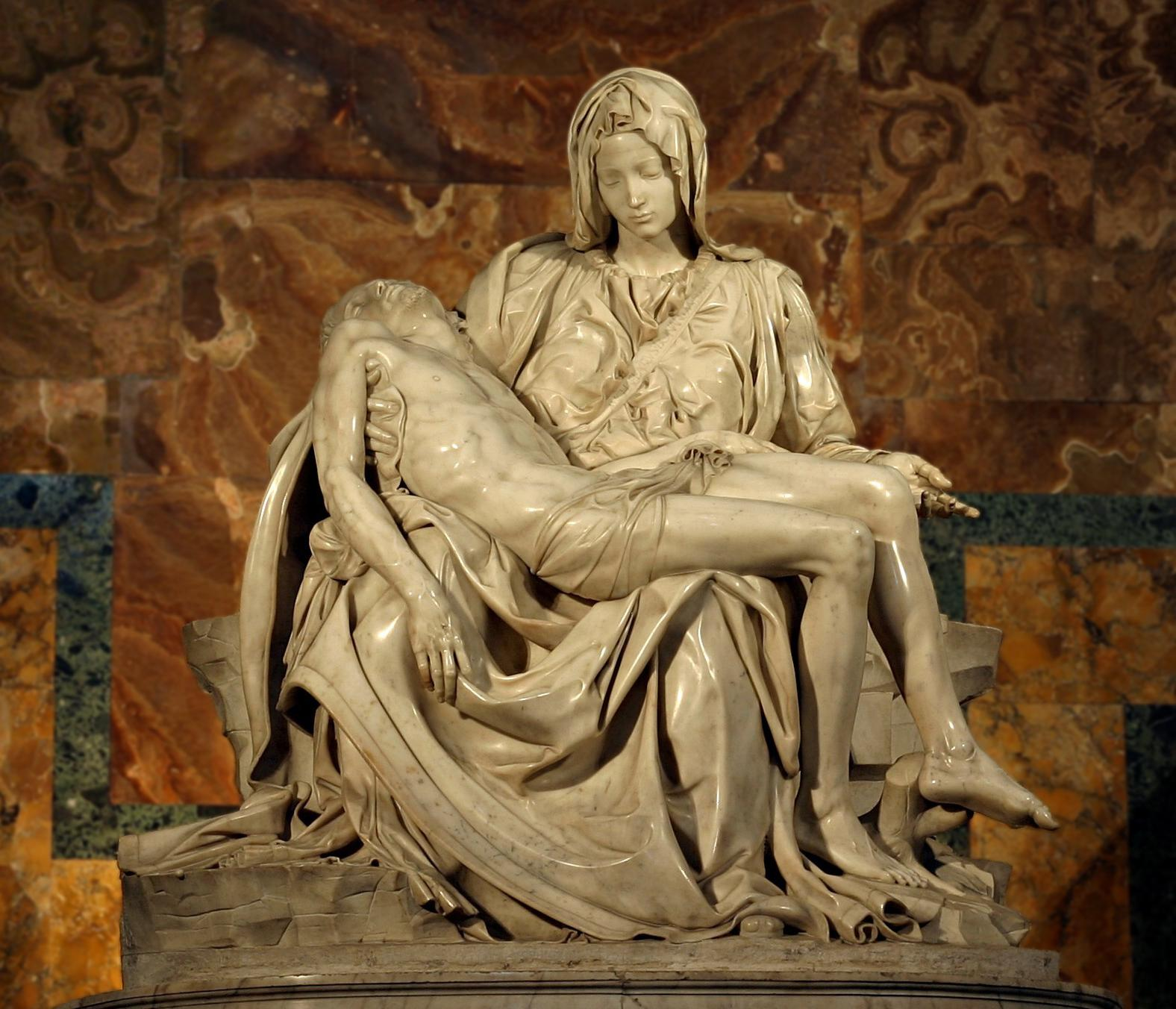
La Pieta de Michel-Ange est sculptée dans le statuario.

Le statuario est une variété de marbre blanc extrait principalement d'une trentaine de carrières situées sur le territoire des communes italiennes de Carrare et Seravezza, ainsi que dans une moindre mesure dans les communes de Massa et Stazzema.

## Aspect
Marbre à gros grain, il est de couleur blanc ivoire, quelquefois tendant au jaune-beige très clair.

## Usage
Il est utilisé dans la construction et la décoration de monuments de nombreux pays parmi lesquels : le palacio Real de Madrid (carrière Amministrazione à Carrare); les colonnes et revêtements, en 1993-1994, de la mosquée Masjid al-Haram en Arabie saoudite, le mausolée du Báb en Israël, (carrière Buca à Seravezza); revêtements de l'aéroport de Dusseldorf, du Design Museum de Londres (carrière Gioia Pianello à Carrare)...

## Variétés
La variété Statuario se décline en plusieurs autres appellations; statuario betogli, statuario carrara, statuario extra, statuario michelangelo, statuario miele, statuario tacca bianca, statuario venato.

### Réalisation
Le statuario carrara a été utilisé lors de la construction de la cathédrale du Christ-Sauveur à Moscou, au Broadgate (en) de Londres ainsi que dans les aménagements intérieurs des navires de croisières de la Fincantieri (carrière Calocara B à Carrare). Le statuario michelangelo extrait uniquement de la carrière Polvaccio à Carrare
au lieu-dit Ravaccione a été utilisé pour la réalisation du Moïse et de La Piéta de Michel-Ange, la statue de Napoléon Ier d'Antonio Canova, le Temple de la Prière de la famille royale de Thaïlande.
En statuario miele (carrière Gioia piastrone à Massa) ont été réalisés le palais de l'Organisation des Pays Arabes à Koweït, la Palazzina Uffici Edilsesto à Sesto Fiorentino ainsi que le Hammer Museum aux États-Unis.